# 弗廖斯达尔区
弗廖斯达尔区是冰岛东部区的市镇。市镇面积为1,516平方公里，人口数量为96人（2023年）。
冰岛作家贡纳尔·贡纳尔松出生于此地区。